# Bahía de Panguil
La Bahía de Panguil es el nombre que recibe un brazo de la Bahía de Iligan, un cuerpo de agua en la región de Mindanao en el extremo meridional del país asiático de Filipinas. La bahía forma la frontera natural que separa la península de Zamboanga del resto de la isla de Mindanao. Limita con las provincias de Misamis Occidental, Zamboanga del Sur y Lanao del Norte. Importantes ciudades y municipios en su costa son Ozamiz y Tangub en Misamis Occidental, y Tubod, la capital de Lanao del Norte.